# Double hybride
La technique de double hybride est une technique de biologie moléculaire permettant de détecter une interaction physique entre deux protéines.
La technique est la suivante : on utilise une protéine test (telle Gal4) dont une des extrémités peut se fixer à une séquence activatrice, et l'autre activer la transcription du gène rapporteur (comme lacZ) mis sous contrôle de cette séquence. Par génie génétique, on synthétise ensuite deux protéines hybrides : une constituée de l'une des extrémités de la protéine test fusionnée avec la première protéine d'intérêt, l'autre formée de l'autre extrémité fusionnée à l'autre protéine d'intérêt. Si les deux protéines interagissent physiquement, ces deux hybrides vont se rapprocher et permettre la transcription du gène rapporteur. 
Cette technique peut cependant échouer, à cause des manipulations faites sur les protéines, et nécessite de nombreux contrôles. En outre, on teste systématiquement la réciprocité, c'est-à-dire que l'on inverse les fusions des deux protéines d'intérêt avec les deux extrémités de la protéine test. On vérifie alors que l'on obtient bien le même résultat.